# 第29届奥林匹克运动会组织委员会
第29届奥林匹克运动会组织委员会（英語：Beijing Organizing Committee for the Games of the XXIX Olympiad），又稱北京奧運會組織委員會，简称北京奥组委，是統籌和舉辦2008年夏季奥运会和2008年夏季残奥会的组织机构。北京奥组委的执行机构为“执行委员会”，其主席为中共中央政治局委員、中共北京市委书记刘淇。北京奥组委是事业单位法人，与中国奥委会互不隶属、各自独立。

## 沿革
2001年12月13日，第29届奥林匹克运动会组织委员会正式成立，当时的办公地点为原北京奥申委所在的崇文门新侨饭店，2002年9月28日迁往东四十条青蓝大厦，2006年1月19日迁入北四环北京奥运大厦（原为中国国土资源航遥中心自筹资金建成的航遥大厦）。
尽管没有行政级别，但在中国的奥运情结达到巅峰的奥运会前夕，奥组委成为几乎超越一切组织架构的存在，可以调动近乎无限的资源。
2007年中共十七大后，中央政府更是在2008年1月成立了比北京奥组委级别更高的北京奥运会、残奥会筹备工作领导小组，由中共中央政治局常委、中央书记处书记、国家副主席习近平担任组长，中共中央政治局常委、中央政法委书记周永康和中共中央政治局委员、北京市委书记、北京奥组委主任刘淇担任副组长。
2009年8月6日，公益性社团法人组织北京奥运城市发展促进会成立，该组织并非北京奥组委的后续机构，但也有一些奥组委的员工加入了奥促会。同年8月22日，在完成歷史使命後，北京奥组委于北京奥运大厦大院正式宣布解散，未尽事宜由北京奥组委善后办公室继续处理。北京奥组委的官方网站域名目前由北京奥促会沿用，北京奥运大厦则由原业主中国地质调查局自然资源航空物探遥感中心以“航遥大厦”之名使用至今，但仍挂有“中国印”会徽。

## 部门设置
北京奥组委共设置有22个职能部门，后随着奥运会筹备工作的全面展开而增加到三十多个。
- 秘书行政部
- 总体策划部
- 国际联络部
- 体育部
- 新闻宣传部
- 工程部
- 环境开发部
- 市场开发部
- 技术部
- 法律事务部
- 运动员服务部
- 监察审计部
- 人事部
- 财务部
- 信息中心
- 文化活动部
- 安保部
- 医疗卫生部
- 媒体运行部
- 物流部
- 残奥会部
- 场馆管理部
- 交通部
- 火炬接力中心
- 注册中心
- 开闭幕式工作部
- 奥运村部
- 票务中心
- 志愿者部

## 组成人员
主席
- 刘淇（2001年12月[1]—2009年8月，北京市人民政府市长，2002年[12]后任北京市委书记，2003年后兼组委会党组书记）

| 副主席 - 陈至立（2003年—2009年8月，国务委员、组委会党组副书记，2008年后任全国人大常委会副委员长、全国妇联主席、奥运村村长，不再任党组副书记） - 刘延东（2008年—2009年8月，国务院党组成员、组委会党组副书记） |

| 执行主席 - 袁伟民（2001年12月—2004年12月，国家体育总局局长、中国奥委会主席） - 王岐山（2003年—2007年，北京市委副书记、北京市人民政府代市长、市长、组委会党组副书记） - 邓朴方（2004年1月—2008年，中国残联主席） - 刘鹏（2004年12月—2009年8月，国家体育总局局长、中国奥委会主席） - 郭金龙（2007年—2009年8月，北京市委副书记、北京市人民政府市长、组委会党组副书记） | 执行副主席 - 刘敬民（2001年12月—2009年8月，北京市人民政府副市长） - 李志坚（2001年12月—？，国家体育总局党组书记、副局长） - 于再清（2001年12月—2008年，国家体育总局副局长、国际奥委会委员） - 段世杰（2001年12月—2008年，国家体育总局副局长） - 蒋效愚（2001年12月—2009年8月，北京市委常委、宣传部长，2008年后任全国政协教科文卫委员会副主席） - 张茅（2001年12月—2006年5月，北京市人民政府副市长） - 李炳华（？—2008年，北京市委常委、组织部长） - 杨树安（？—2008年，后任国家体育总局副局长） - 汤小泉（2004年12月—2009年8月，中国残联副主席） - 王伟（？—2009年8月，北京市人民政府副秘书长） |

执行委员
- 何振梁（北京申奥团陈述人之一、中国奥委会名誉主席）
- 顾耀铭（国家体育总局对外联络司司长、中国奥林匹克委员会秘书长）
- 阎仲秋（兼组委会副秘书长，北京市人民政府副秘书长、“2008”工程建设指挥部副总指挥）
- 臧爱民[23]（2002年7月—2008年12月，青岛市人民政府副市长、青岛奥帆委常务副主席，2008年后任青岛市委常委、统战部长）

秘书长
- 王伟（2001年12月[1]—2009年8月[19]，北京市人民政府副秘书长）

## 画廊

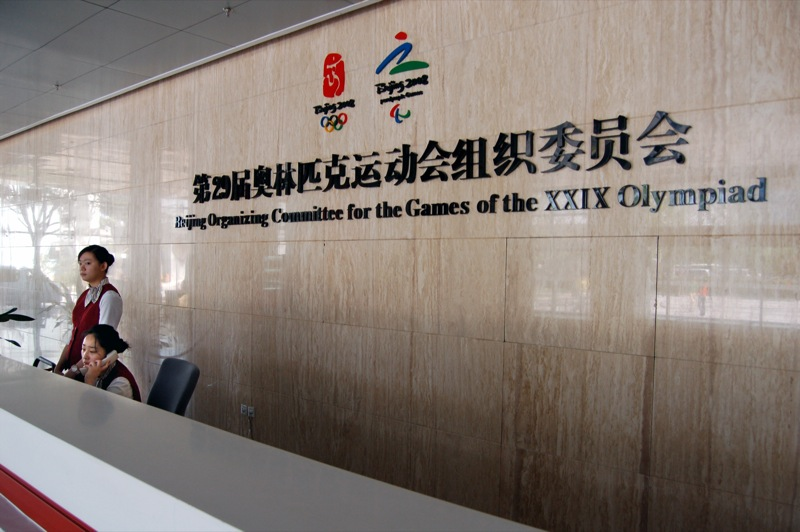
内部
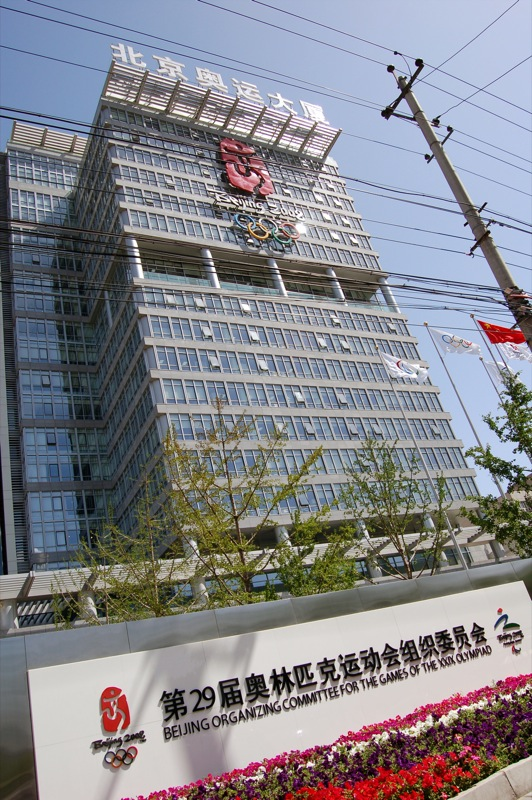
外部